# 松本佳奈 (演出家)
松本 佳奈（まつもと かな、1981年 - ）は、テレビドラマ・映画監督。東京都出身。

## 略歴
共立女子中学高等学校を経て、2004年多摩美術大学グラフィックデザイン科卒業。御茶の水美術学院の同級生に今日マチ子、近藤聡乃がいる。
CMディレクターとしてスタートし、荻上直子監督の映画『めがね』のメイキング映像を作ったことをきっかけに、映画・ドラマも手がける。

## 作品

### 長編映画
- マザーウォーター（2010年） - 監督
- 東京オアシス（2011年） - 監督・脚本(中村佳代との共同監督）

### ドラマ
- 2クール（2008年、日本テレビ） - 監督
- パンとスープとネコ日和（2013年、WOWOW Hulu） - 監督
- 東京センチメンタルSP〜千住の恋〜（2017年、テレビ東京） - 監督
- 東京センチメンタルSP〜御茶ノ水の恋〜（2018年、テレビ東京） - 監督
- 娘の結婚（2018年、テレビ東京） - 監督
- コートダジュールNo.10（2018年、WOWOW）- 監督・脚本
- デザイナー渋井直人の休日（2019年、テレビ東京）- 監督・脚本
- 東京男子図鑑（2020年、bilibili 関西テレビ） - 監督
- きょうの猫村さん（2020年、テレビ東京）- 監督
- ペンションメッツァ（2021年、WOWOW）- 監督
- コタローは1人暮らし（2021年、テレビ朝日）- 演出[1]
- 大川と小川の時短捜査（2022年、テレビ東京）
- フェンス（2023年、WOWOW）
- かしましめし（2023年、テレビ東京）- 監督
- きのう何食べた? season2（2023年、テレビ東京）- 監督
- サブスク不倫（2023年、毎日放送）- 監督
- 春になったら（2024年、関西テレビ・フジテレビ）- 監督
- 団地のふたり（2024年、NHK BSプレミアム）- 演出
- 秘密〜THE TOP SECRET〜（2025年、関西テレビ・フジテレビ）- 演出